# Probaryconus garhwalensis
Probaryconus garhwalensis är en stekelart som beskrevs av Durgadas Mukerjee 1994. Probaryconus garhwalensis ingår i släktet Probaryconus och familjen Scelionidae. Inga underarter finns listade i Catalogue of Life.